# Micromia defulvata
Tripteridia olivaceata là một loài bướm đêm trong họ Geometridae.